# Bracon aricensis
Bracon aricensis är en stekelart som beskrevs av Szepligeti 1904. Bracon aricensis ingår i släktet Bracon och familjen bracksteklar. Inga underarter finns listade.